# Nova abstracció
La nova abstracció, també coneguda com a abstracció post-pictòrica (en anglès, Post-painterly Abstraction) és un terme creat pel crític d'art Clement Greenberg com a títol d'una exposició de la qual fou comissari al Museu d'Art del Comtat de Los Angeles el 1964, que posteriorment va viatjar al Centre d'Art Walker i a la Galeria d'Art d'Ontario a Toronto.
Greenberg havia percebut que hi havia un nou moviment en la pintura que derivava de l'Expressionisme abstracte dels anys 40 i els 50 però que «afavoria l'obertura o claredat» en oposició a les superfícies pictòricament denses d'aquell estil pictòric. Els 31 artistes de l'exposició eren Walter Darby Bannard, Jack Bush, Gene Davis, Thomas Downing, Friedel Dzubas, Sam Francis, Helen Frankenthaler, Al Held, Ellsworth Kelly, Nicholas Krushenick, Alexander Liberman, Morris Louis, Howard Mehring, Kenneth Noland, Jules Olitski, Frank Stella i una sèrie d'altres artistes nord-americans i canadencs que es van donar a conèixer en els anys 60.
L'origen d'aquesta tendència pictòrica es troba en els estudis que en psicologia de les formes va realitzar la Bauhaus i que Anni Albers va difondre pels Estats Units. D'aquesta manera va néixer una pintura que va substituir l'Expressionisme abstracte en els anys 60. La pintura no comporta cap missatge místic o religiós, sinó que existeix per si mateixa: llenços de grans dimensions que fan servir només el color, de forma absoluta. Es va dividir en dues tendències: la Colorfield (obres de K. Noland i M. Louis) i la hard edge.
A F. Stella se li deu la creació dels llenços amb forma, els «Shaped Canvas», en què el quadre ja no és rectangular, sinó que pot adoptar moltes formes (triangles, ves, polígons).
A mesura que la pintura va seguir avançant en diferents direccions, impulsada per l'esperit d'innovació de l'època, el terme abstracció, que havia circulat força durant els anys seixanta, va ser gradualment suplantat pel de minimalisme.